# Asmara Brewery FC
El Asmara Brewery en un club de fútbol de Eritrea, fundado en 1941 en la capital Asmara.

## Palmarés
- Primera División de Eritrea: 1

2008

## Participación en competiciones CAF
| Temporada | Torneo   | Ronda      | Club   | Casa | Visita | Global |
| --------- | -------- | ---------- | ------ | ---- | ------ | ------ |
| 1998      | Copa CAF | Preliminar | APR FC | 0-0  | 0-3    | 0-3    |